# Leandro Fernández de Moratín
Leandro Fernández de Moratín (Madrid, 1760. május 10. – Párizs, 1828. június 21.) spanyol költő, Nicolás Fernández de Moratín fia.

## Pályája
1790-ben írta El viejo y al nina, 1792-ben La comedia nueva című vígjátékait, melyekben az akkori színpadot teszi nevetségessé. A következő években beutazta Európát, hogy a színpadokat tanulmányozhassa; ezután írt két vígjátéka: El baron (1803) és La mojigata (1804) csak Molière-utánzatok, ellenben El si de las ninas (1806) maradandó becsű. Munkáit az akadémia adta ki (6 kötet, 1830-31); Obras póstumas (3 kötet) 1867-ben jelentek meg.

## Magyarul
- Amikor igent mond a kislány; ford. Szőnyi Ferenc; Eötvös, Bp., 2012 (Eötvös klasszikusok)